# Sternenbote
Der Sternenbote ist eine österreichische astronomische Monatsschrift, die vom Astronomischen Büro in Wien herausgegeben wird.
Sie wurde im April 1958 von Adolf Riehs, einem Vorstandsmitglied des ÖAV gegründet und später von Hermann Mucke bis zu dessen Tod weitergeführt. Der Sternenbote erschien das letzte Mal im Februar 2019  und wurde im Juni 2019 offiziell eingestellt.
Die Zeitschrift beinhaltete typischerweise Artikel zu folgenden Themen:
- Hauptbeiträge
- Kurzberichte, darunter Sonnenaktivität
- Ephemeriden aktueller Kometen etc.
- Beobachtungsberichte
- Kalendarium
- Buchvorstellungen
- Veranstaltungshinweise

Die Monatsschrift erschien im A5-Format und bestand aus gefalzten, ungeheftet zusammengefügten Blättern in einem blauen Umschlag. Unter den Autoren der Hauptbeiträge finden sich mittlerweile zahlreiche Amateurastronomen und Wissenschafter des Themenbereiches „Himmel und Weltall“.